# Wikipédia en swahili
Wikipédia en swahili (en swahili : Wikipedia ya Kiswahili) est l’édition de Wikipédia en swahili, langue bantoue parlée au Kenya, en République démocratique du Congo, en Ouganda, en Tanzanie. L'édition est lancée le 8 mars 2003. Son code est : sw.
Au 20 mars 2025, l'édition en swahili contient 98 437 articles et compte 75 325 contributeurs, dont 566 contributeurs actifs et 15 administrateurs.

## Présentation

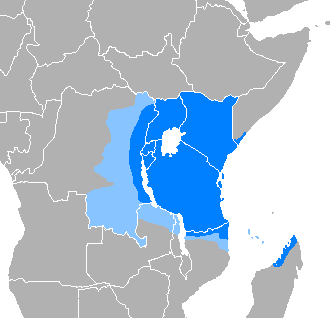
Aire de diffusion du swahili.

En 2007, l'édition en swahili est la première version de Wikipédia parmi les langues africaines non coloniales, avant celles en afrikaans et en zoulou.

## Statistiques
- En février 2009, elle compte quelque 9 000 articles et 2 000 utilisateurs enregistrés.
- En mai 2011, elle compte près de 21 500 articles.
- Le 4 novembre 2022, elle contient 75 324 articles et compte 56 518 contributeurs, dont 104 contributeurs actifs et 14 administrateurs.
- Le 10 août 2024, elle contient 82 436 articles et compte 68 721 contributeurs, dont 188 contributeurs actifs et 14 administrateurs.